# Legacy
Legacy to album Davida Garretta wydany w 2011 roku, nagrany wraz z Royal Philharmonic Orchestra.

## Lista utworów
1. Allegro ma non troppo (Ludwig van Beethoven)
2. Larghetto (Ludwig van Beethoven)
3. Rondo (Allegro) (Ludwig van Beethoven)
4. Praeludium und Allegro Im Stile Von Pugnani (Fritz Kreisler)
5. Variation 18 (Rhapsody Eines Themas Von Paganini, Op.43) (Siergiej Rachmaninow)
6. Caprice Viennois, Op.2 (Fritz Kreisler)
7. Variations on a theme of Corelli in the style of Tartini (Fritz Kreisler)
8. Romance - Larghetto on a theme by Carl Maria von Weber (Fritz Kreisler)
9. Tambourin Chinois, Op.3 (Fritz Kreisler)
10. Liebeslied (Fritz Kreisler)